# شائبة

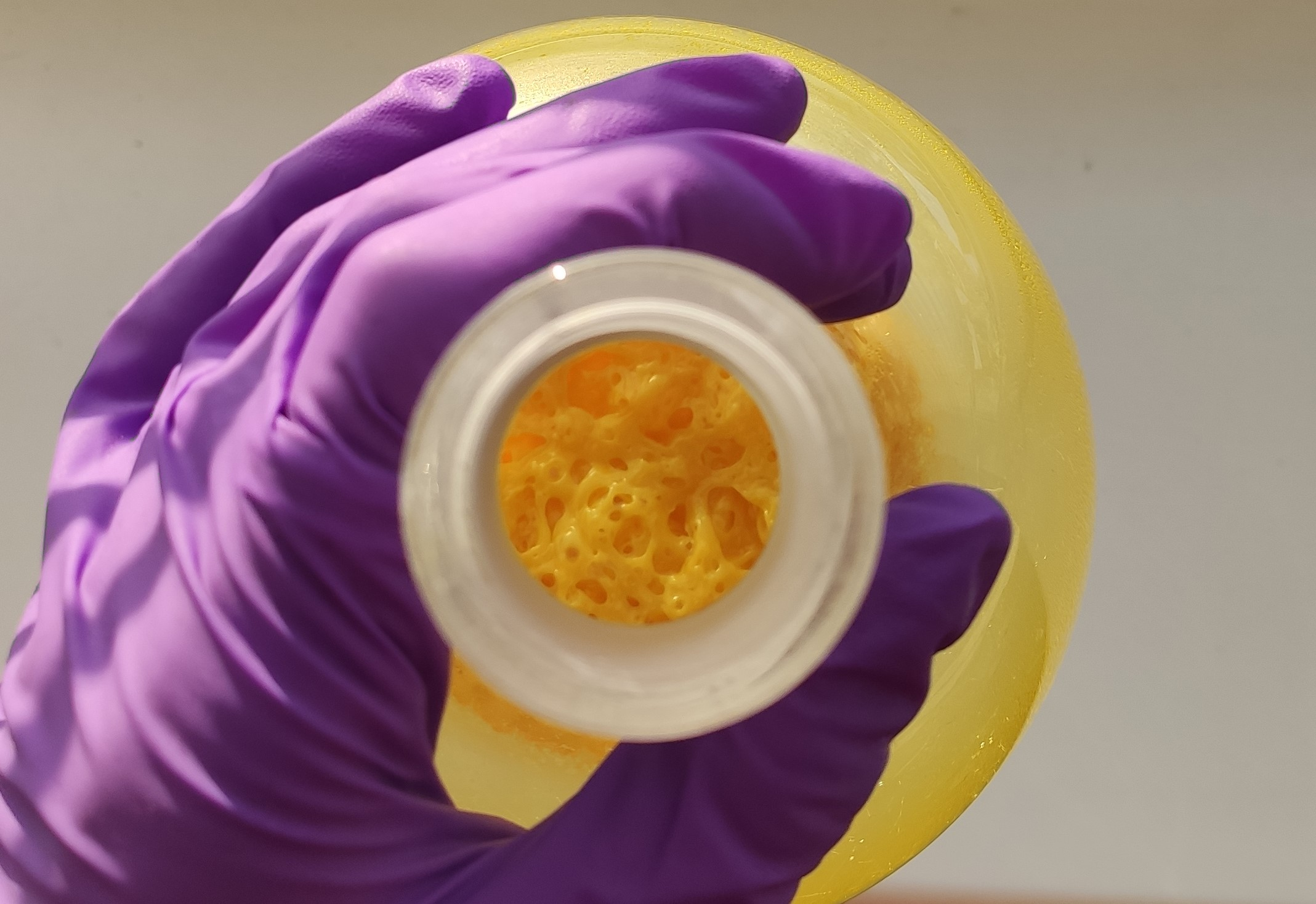
شوائب صفراء ناتجة عن التفاعل

الشوائب (المفرد: شائبة) هي مواد توجد داخل كمية محددة ومغلقة من سائل أو صلب أو غاز، والتي تختلف في تركيبها الكيميائي عن المادة الرئيسية. في غياب الشوائب توصف المادة الحاوية على أنها مادة نقية في هذه الحالة.
يمكن أن توجد الشوائب بشكل طبيعي أو أن تضاف خلال الاصطناع الكيميائي للمواد الكيميائية أو المنتجات التجارية، وذلك إما عن طريق الصدفة أو بشكل لا يمكن تجنبه. يتم التحكم بمستوى الشوائب من خلال إجراء ممارسات التنقية في العمليات الموافقة بشكل يطابق المعايير الموضوعة للوصول إلى الجودة المطلوبة.

## اقرأ أيضاً
- نقاوة
- إشابة